# Fitoplancton
El fitoplancton es el sub-conjunto de organismos acuáticos de comunidades planctónicas que son autótrofos (i.e. organismos que producen sus propias reservas energéticas con la luz solar como fuente principal de energía). Tienen capacidad fotosintética y viven dispersos en el agua. El nombre proviene de los términos griegos, φύτον (phyton, "planta") y πλαγκτος (plánktos, "vagabundo" o "el que va dando tumbos").

## Características generales

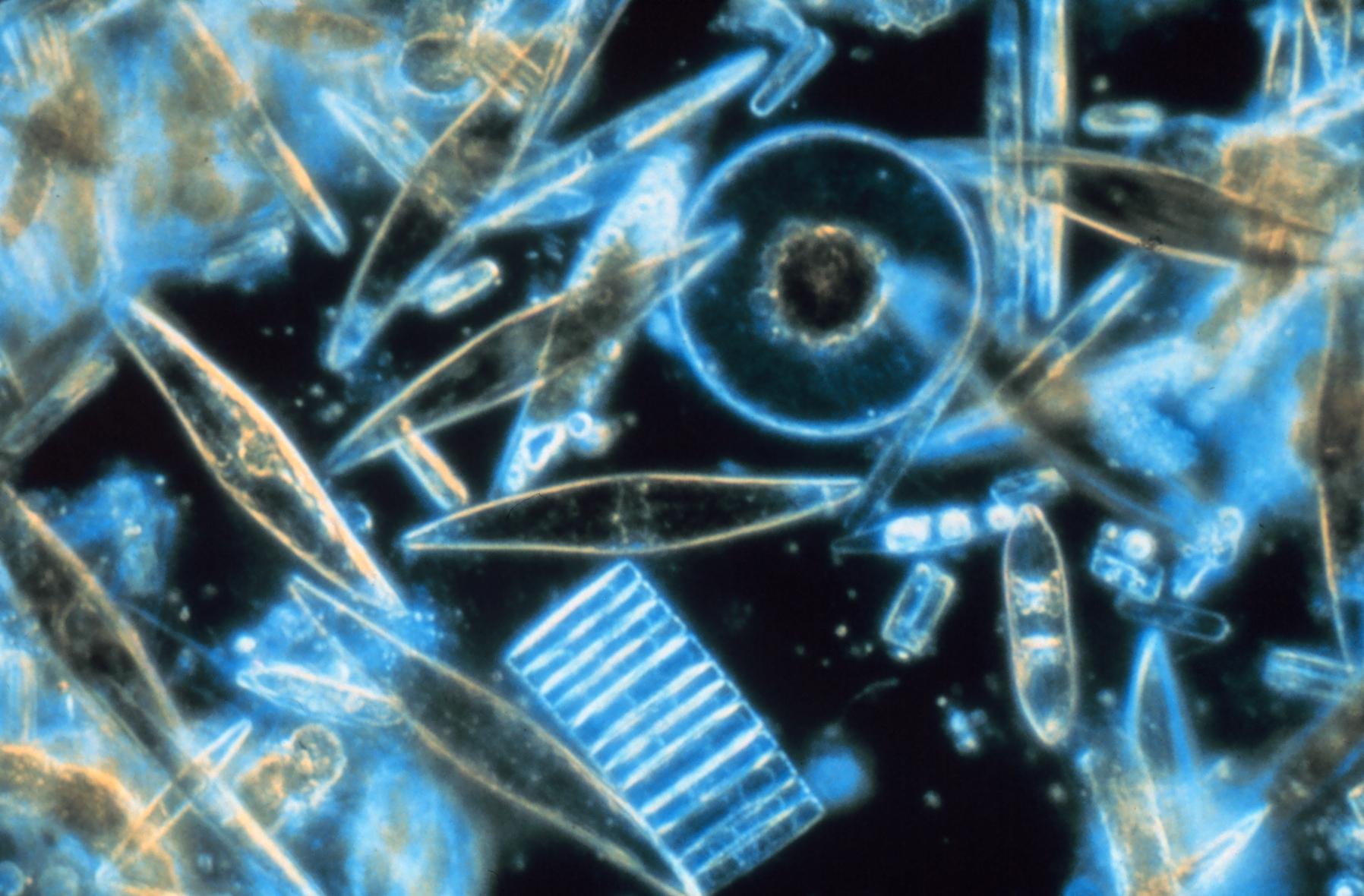
Diatomeas vistas a través de un microscopio electrónico.

Forman parte de este grupo muchos seres tradicionalmente considerados algas y estudiados como tal (por la botánica y especialmente por la ficología). Actualmente, estos organismos se encuentran clasificados como bacterias —las cianobacterias (algas verdeazuladas)—, las diatomeas, los dinoflagelados, las algas verdes y algunos organismos fotosintéticos aún clasificados como Protistas. 
A pesar de que normalmente se considera al plancton como íntegramente constituido de organismos microscópicos, hay algunas algas, como ciertas especies de sargazos, que pueden vivir libremente en el océano siendo, igualmente, parte del fitoplancton. Muchos tipos de fitoplancton, bajo condiciones adecuadas, pueden formar grandes masas flotantes visibles. 
Uno de los grupos más importantes, por su abundancia y diversidad, es el de las diatomeas, organismos eucarióticos microscópicos con pigmentos amarillo-dorados y exoesqueleto de sílice. La nutrición de los dinoflagelados generalmente es autótrofa, pero los que no tienen pigmento ingieren el alimento ya formado a través de sus membranas. Varias especies son parásitas y viven a expensas de su huésped; otras viven en simbiosis con algas del tipo de las zooclorelas y zooxantelas, que les dan el alimento. El cultivo de las peridíneas es un proceso difícil, porque se cuenta con poca información en relación con sus necesidades alimenticias. Otro grupo de importancia socio-ecológica y médica son las cianobacterias, en particular por el aumento en la frecuencia e intensidad de los florecimientos a nivel mundial que pueden llegar a ser tóxicos.

## Ecología
El fitoplancton obtiene su energía a través de la fotosíntesis. Es por esto que viven en la parte de un cuerpo de agua hasta donde la luz solar penetra (la zona eufótica o fótica). A nivel mundial, el fitoplancton (marino y no-marino) es responsable de más de la mitad de la actividad fotosintética. De esta manera son organismos responsables de gran parte del oxígeno de nuestra atmósfera; son buenos fijadores de carbono (producción primaria) y base de las redes tróficas (redes alimenticias).

## Importancia ecológica del fitoplancton
El fitoplancton se encuentra en la base de la cadena alimentaria de los ecosistemas acuáticos, ya que sirve de alimento a organismos mayores; es decir realiza la parte principal de la producción primaria en los ambientes acuáticos, sobre todo en los animales marinos.
Pero además de eso, el fitoplancton es el responsable original de la presencia de oxígeno (O2) en la atmósfera. Se calcula que aproximadamente un 50% del oxígeno atmosférico ha sido producido por el fitoplancton de los océanos. La fotosíntesis oxigénica apareció evolutivamente con las cianobacterias, antepasadas además de los plastos de las algas eucarióticas. Durante casi 2000 millones de años, hasta el desarrollo de las plantas terrestres, la fotosíntesis estuvo prácticamente restringida a los mares. La mayor parte de la producción primaria fotosintética de los mares, entonces como ahora, es atribuible al fitoplancton, con una parte menor debida a organismos bentónicos.

## Usos y aplicaciones
El fitoplancton tiene varias aplicaciones importantes. En la investigación científica, el fitoplancton utiliza para estudiar el cambio climático, ya que su crecimiento y distribución están influenciados por la temperatura del agua y la disponibilidad de nutrientes. Además, en la biotecnología, el fitoplancton se explora por sus posibles usos en la producción de biocombustibles y en la farmacéutica, dado que contiene compuestos bioactivos con propiedades beneficiosas para la salud y en la acuicultura se puede usar como alimentación para los moluscos bivalvos y para la alimentación del zooplancton (plancton animal).

## Florecimiento o "bloom"

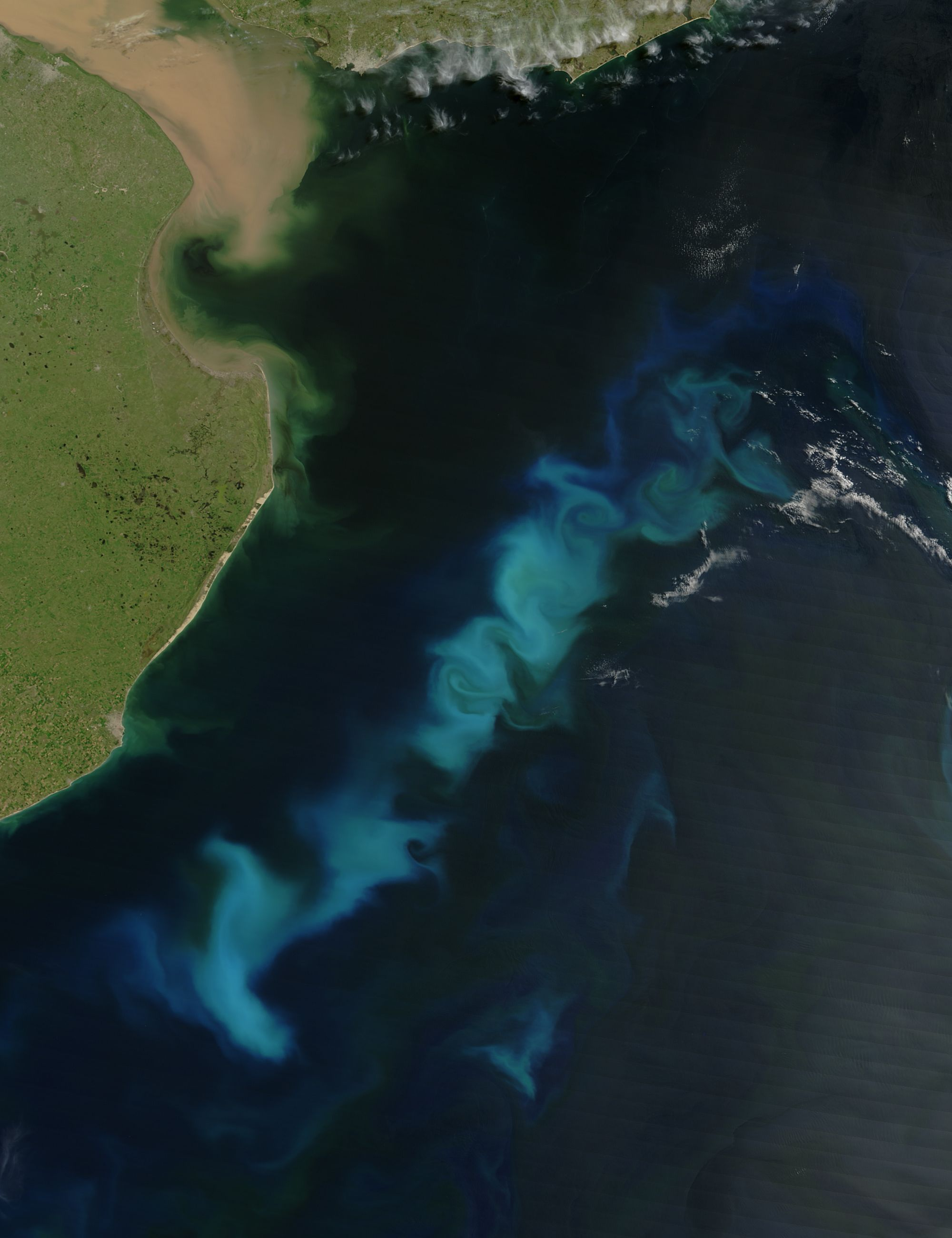
Florecimiento de fitoplancton en las costas argentinas.

El fitoplancton también puede ser responsable de algunos problemas ecológicos cuando se desarrolla demasiado: en una situación de exceso de nutrientes y de temperatura favorable, estos organismos pueden multiplicarse rápidamente formando lo que se suele llamar florecimiento (o "bloom", la palabra inglesa más usada), o también mareas rojas. En esta situación, el agua se vuelve de color verdoso, pero rápidamente (1-2 días, dependiendo de la temperatura) se vuelve amarronada, cuando el plancton agota los nutrientes y comienza a morir. A esa altura, la descomposición más o menos rápida de los organismos muertos puede llevar al agotamiento del oxígeno en el agua y, como consecuencia, a la muerte masiva de peces y otros organismos.